# Chromgerbung

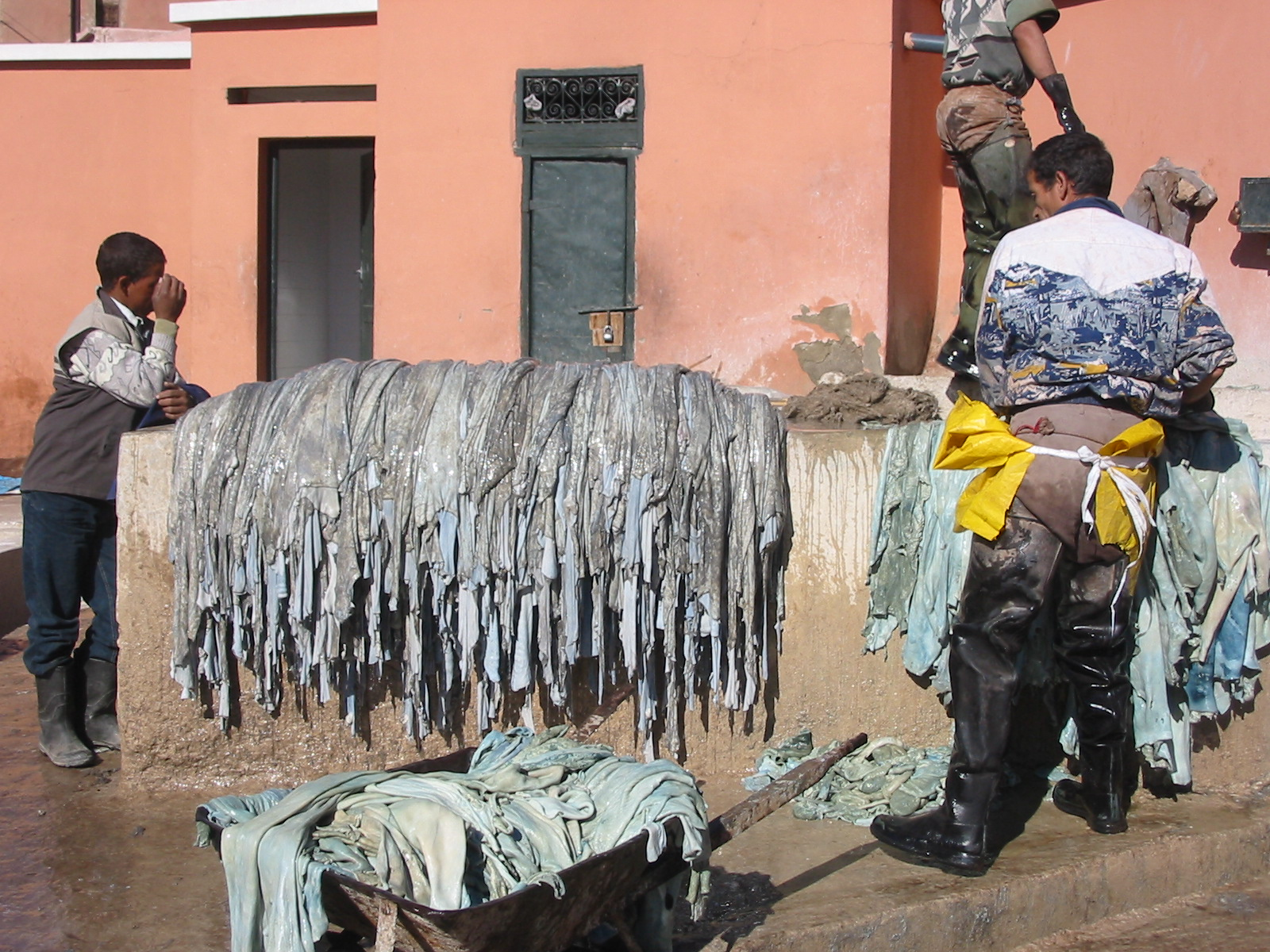
Chromgegerbtes Leder in Marrakesch

Die Chromgerbung, auch Chromgerberei, ist eine Methode zur Gerbung von Häuten mit Chromsalzen, wodurch chromgegerbtes Leder entsteht. Die Chromgerbung ist aufgrund der Geschwindigkeit und der geringen Kosten die weltweit am häufigsten verwendete Gerbmethode.

## Eigenschaften

Reaktionsmechanismus der Chromgerbung

Bei der Chromgerbung werden Tierhäute mit Chromsalzen der Oxidationsstufe drei behandelt, Cr(III). Meistens wird basisches Cr(OH)SO4 verwendet. Die Basifizierung des Chroms führt per Olation zur Bildung polymerer Chromkomplexe. Die Chromkomplexe bilden mit Carboxygruppen der Kollagenfasern (an den Aminosäuren Asparaginsäure und Glutaminsäure) in der Haut eine unlösliche Komplexbindung, die Nässe und für eine kurze Zeit (5 min.) auch Kochen übersteht. Die Haut wird durch die Chromgerbung zu Leder unter Zunahme der Stabilität und der Resistenz gegen mikrobielle Zersetzung.

## Ablauf
Als Vorbehandlung erfordern alle Mineralgerbstoffe einen „Pickel“, von englisch pickling für ‚sauer einlegen‘. Der Pickel besteht aus Säuren (meist Schwefelsäure oder Ameisensäure) und Neutralsalz (Natriumchlorid oder Natriumsulfat). Durch das Sauerstellen der Haut auf einen pH-Wert von 2,5 bis 3 können die Mineralgerbstoffe die Haut vollständig durchdringen. Oftmals wird Ethanolamin zu 1 % (m/V) zur Verbesserung der Gerbung hinzugegeben.
Zusammensetzung der Chromgerbsalze
| Relativer Massenanteil und Formel | 0 % basisch Cr2(SO4)3 | 33 % basisch Cr(OH)(SO4) | 42 % basisch | 50 % basisch Cr4(OH)6(SO4)3 |
| --------------------------------- | --------------------- | ------------------------ | ------------ | --------------------------- |
| Dichromat                         | 100                   | 100                      | 100          | 100                         |
| Schwefelsäure                     | 133                   | 100                      | 091          | 083                         |
| Glucose                           | 025                   | 025                      | 025          | 025                         |

Meistens wird zur Chromgerbung 33 %ig bis 50 %ig basisches Chrom(III)-sulfat in wässriger Lösung verwendet. Die Temperatur und die Basizität (stöchiometrischer Anteil der OH-Gruppen unter allen Anionen im Chromsalz) des Chromsalzes bestimmen über die Olation die Diffusion in die Haut, aber auch die Reaktivität mit der Haut. Bei einem 33 % basischem Komplex besteht der Komplexkern aus 2 Chromkationen, bei 50 % aus 4 Chromionen, bei 58,3 % aus 8 Chromionen, bei 62,5 % aus 16 Chromionen und bei 64,6 % aus 32 Chromionen. Dementsprechend nimmt mit steigendem pH-Wert (bzw. mit steigender OH−-Konzentration) die Diffusion der Chromkomplexe ab, weil mit dem Austausch des Sulfatanions SO42− gegen OH− die Olationsneigung zunimmt und die Komplexe größer werden. Die Diffusion und die Reaktivität sind in einer reziproken Beziehung. Wenn die Diffusion groß ist (bei kleineren Chromkomplexen), sinkt die Reaktivität, was in guter Durchdringung, aber schlechter Fixierung des Gerbstoffs im Leder resultiert. Und wenn die Reaktivität zu groß ist (bei größeren Chromkomplexen), sinkt die Diffusion, was in einer geringen Durchdringung und schlechter Gerbung der inneren Schicht des Leders resultiert. Die Reaktionskinetik der Chromgerbung folgt einer Reaktion pseudoerster Ordnung. Glucose ist ein reduzierender Zucker und dient als mildes Reduktionsmittel. Maskierungsmittel sind Carbonsäuren, wie z. B. Essigsäure oder Citronensäure, die aufgrund ihrer Carboxygruppen zur Unterdrückung der Bildung von Polychrom(III)-Ketten per Olation verwendet werden. Maskierungsmittel ermöglichen es dem Gerber, den pH-Wert weiter zu erhöhen, um die Reaktivität des Kollagens zu steigern, ohne das Eindringen der Chrom(III)-Komplexe zu verhindern.
Reaktionsbedingungen
| Phase  | pH-Wert | Temperatur               | Reaktionsrate | Diffusionsrate |
| ------ | ------- | ------------------------ | ------------- | -------------- |
| Anfang | 2,5–3,0 | Raumtemperatur: 15–25 °C | langsam       | schnell        |
| Ende   | 3,5–4,0 | erwärmt: 40–60 °C        | schnell       | langsam        |

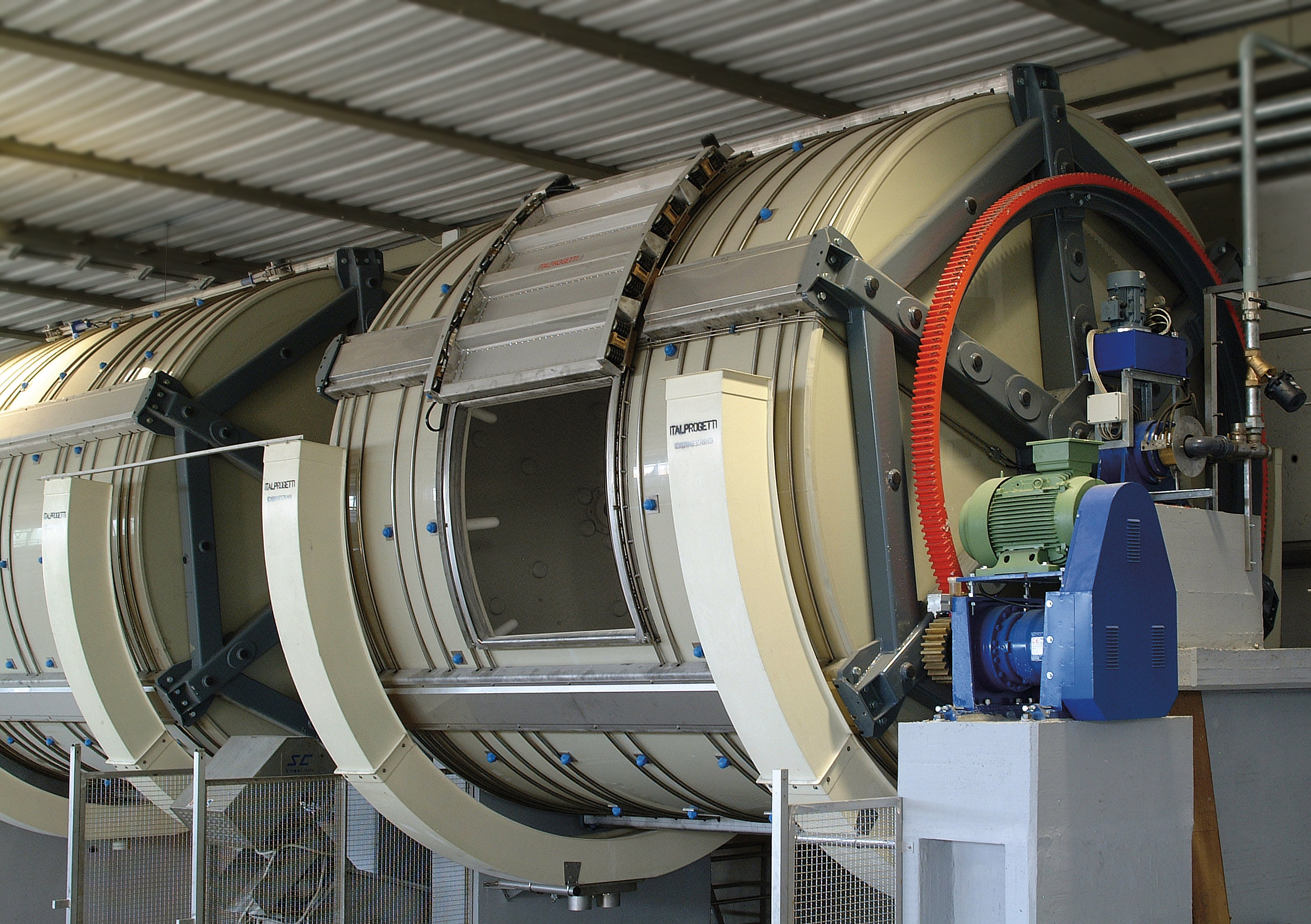
Rotierende Trommel

Die Durchführung erfolgt in rotierenden Gerbfässern. Die Gerbung ist in 10 bis 15 Stunden fertig. Durch Verwendung von Mikrowellen kann die Chromgerbung auf fünf Stunden Diffusion und fünf Stunden Basifizieren verkürzt werden. Im Anschluss daran werden die Gerbstoffe durch die schrittweise Zugabe von Laugen im Leder fixiert (Basifizieren), z. B. eine äquimolare Mischung von Calciumcarbonat und Magnesiumcarbonat. Zur Vervollständigung der Ledereigenschaften ist aber eine Neutralisation, evtl. eine Nachgerbung, eine Färbung und eine Fettung erforderlich. Da das Leder nach der Chromgerbung im nassen Zustand leicht bläulich ist, wird dieses Leder in nassem Zustand auch als wet blue (engl. für ‚nass blau‘) bezeichnet.

## Vergleich zur pflanzlichen Gerbung
- Geschwindigkeit: Die Chromgerbung dauert weniger als 24 Stunden im Gegensatz zu mehreren Monaten bei der pflanzlichen Gerbung.[1]
- Stabilität gegenüber Wasser und Hitze: mit der Chromgerbung ist eine Schrumpftemperatur von 110 °C erreichbar im Vergleich zu maximal 85 °C bei der pflanzlichen Gerbung, je nach pflanzlichem Gerbstoff.[1]
- Wenig modifiziertes Kollagen: chromgegerbtes Leder enthält 4 % Cr2O3 im Vergleich zu 30 % Tannine, wodurch das pflanzlich gegerbte Leder steifer wird und weniger Anwendungsmöglichkeiten erlaubt.[1] Umgekehrt wird pflanzlich gegerbtes Leder verwendet, wo hohe Festigkeiten notwendig sind, wie bei Schuhsohlen aus Leder.
- Hydrophobierung: chromgegerbtes Leder ist wasserabweisender als pflanzlich gegerbtes Leder, wodurch eine Hydrophobierung leichter zu erreichen ist.[1]
- Helle Farbe: die helle Farbe chromgegerbten Leders erlaubt ein Färben mit hellen Farbtönen. Zudem wirkt Chrom(III) als Mordant bei der Fixierung von Farbstoffen im Leder.[1]
- Lichtechtheit: je nach verwendetem Tannin (vor allem kondensierte Tannine) dunkeln pflanzlich gegerbte Leder nach.[1]

## Entsorgung
Chromsalze dürfen in den meisten Ländern nicht in Abwässer entsorgt werden. In manchen Schwellen- und Entwicklungsländern, die eine unzureichende Umweltgesetzgebung oder eine unzureichende Umsetzung der Gesetzgebung aufweisen, werden die Abfälle verklappt. Die beiden Orte Ranippettai (Indien) und Hazaribagh (Stadtteil von Dhaka, Bangladesch) standen unter anderem deshalb auf der Liste der zehn am stärksten verseuchten Orte der Welt, die seit 2006 vom amerikanischen Blacksmith Institute herausgegeben wird.

## Geschichte
Die Chromgerbung wurde ab 1858 von Friedrich Knapp entwickelt. Im Jahr 1884 wurde ein industrielles Verfahren zur Chromgerbung patentiert, mit einer Einbringung von Chromsäure in einem ersten Schritt und einer Reduktion des Chroms und simultaner Fixierung in einem zweiten Schritt (Zweibadverfahren). Im Jahr 1893 wurde von Martin Dennis das Einbadverfahren patentiert. Seit etwa 1900 ist die Gerbung mit Mineralsalzen, vor allem die Gerbung mit Chrom-III-Salzen, aufgrund ihrer nur wenige Tage dauernden Gerbung die wichtigste Gerbmethode. Die heutige Form der Chromgerbung wird bei etwa 75 % des weltweit hergestellten Leders verwendet. Im Jahr 2008 betrug der Anteil chromgegerbten Leders bei Schuhoberleder 95 %, bei Möbelleder 70 %, bei Autoleder 50 %, bei Bekleidungsleder 100 %, bei Galanterieleder (für Lederschmuck und andere Kleinlederwaren) 60 % und bei Sohlleder 0 %. Bei Auto- und Möbelleder gibt es eine abnehmende Tendenz der Chromgerbung zugunsten der Aldehydgerbung mit Glutardialdehyd.